# Isim

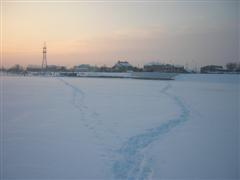
Az Isim Asztanában

Az Isim (oroszul: Ишим, kazakul: Есіл, Eszil) folyó Nyugat-Szibériában, Kazahsztán északi részén, valamint Oroszország Tyumenyi és kisebb részben Omszki területén. Az Ob vízrendszeréhez tartozik, az Irtis leghosszabb, bal oldali mellékfolyója.

## Földrajz
Hossza: 2450 km, vízgyűjtő területe: 177 000 km², vízhozama 215 km-re a torkolattól: 56,3 m3/sec.
A folyó a Szariarka északi részén, a Nyijaz-hegy oldalán, a Karagandi városától északra húzódó sztyeppövezetben ered. Kezdetben nyugat, északnyugat felé, többnyire szűk völgyben, sziklás partok között folyik. A kazah fővárost elhagyva völgye kiszélesedik. Gyerzsavin városnál éles kanyarral északi, északkeleti irányba fordul. Lejjebb a folyó kiér a Nyugat-szibériai-alföldre és a lapos Isim-sztyeppen halad, völgye szétterül, árterében egyre több a holtág. Alsó szakaszán apró tavakban bővelkedő, erősen mocsaras vidéken folyik, Uszty-Isimnél ömlik az Irtisbe.
A vízgyűjtő területen nincsenek magas hegyek, sok a lefolyástalan terület, a mellékfolyók nem bővizűek. A folyót főként (kb. 80%-ban) olvadékvizek táplálják. Tavaszi, május-júniusi árvize van, alsó szakaszán ilyenkor akár 15 km-re is megárad. Az 1990-es években rendszeresen nagy áradásokat jegyeztek fel, az Észak-Kazahsztáni területen 1994-ben az addigi legmagasabb, 11 m-es vízállást mértek. Novembertől április-májusig befagy. A torkolattól Vikulovo településig, majd a kazahsztáni Petropavl víztározójától fölfelé 270 km-en át hajózható.

### Mellékfolyók, víztározók
- jobb oldalon a Koluton, a Zsabaj és az Akkanburluk
- bal oldalon a Terszakan

A folyón több víztározó épült, a legnagyobbak az Észak-Kazahsztáni területen Szergejevka mellett, a felső szakaszon Asztana mellett találhatók. A szergejevkai víztározó építése 1968-ban fejeződött be. Hossza 100 km, legnagyobb szélessége 7 km, legnagyobb mélysége 20 m, víztükrének területe 117 km².

## Városok
Kazahsztánban:
- Asztana (korábbi nevei: Asztana, Akmola, Celinográd, Nurszultan), 1 078 362 fő (2019)[1] +/-; Kazahsztán fővárosa, a folyó legnépesebb, gyorsan fejlődő városa
- Gyerzsavin (oroszul: Gyerzsavinszk), 13 300 fő (1998)
- Eszil (oroszul: Jeszil), 15 100 fő (1998)
- Petropavl (oroszul: Petropavlovszk), kb. 203 000 fő (1999); az Észak-Kazahsztáni terület közigazgatási központja, a kazah-orosz határhoz közel

Oroszországban:
- Isim, 65 500 fő (2005)
- Uszty-Isim